# Romy Rosemont

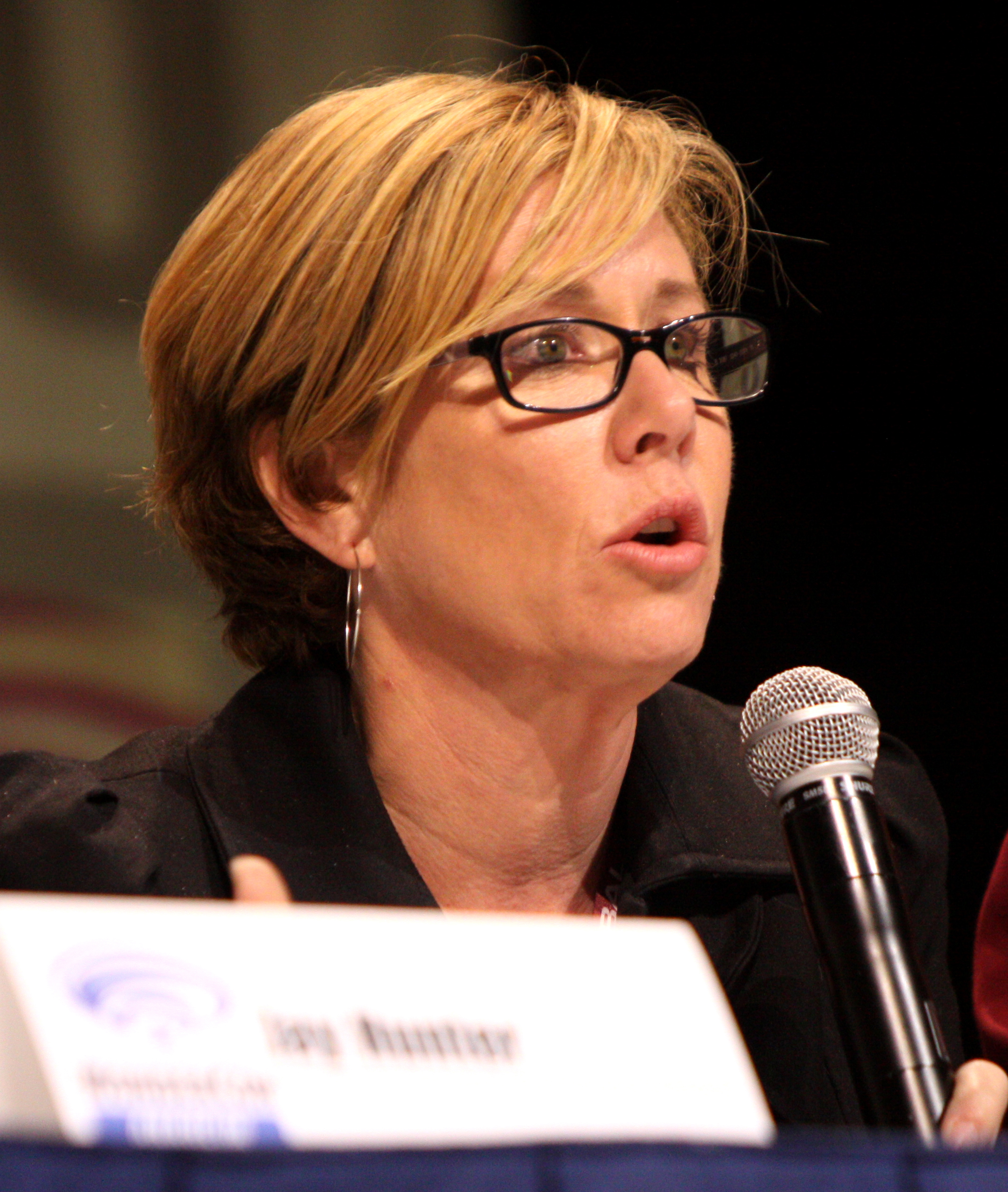
Romy Rosemont (2013)

Romy Rosemont (* 28. Oktober 1964 in New York City, New York) ist eine US-amerikanische Schauspielerin und Synchronsprecherin.

## Leben
Rosemont wurde am 28. Oktober 1964 in New York City geboren. Sie ist Absolventin der Northwestern University. Sie gab 1988 ihr Filmschauspieldebüt in den Filmen Vision der Dunkelheit und Dangerous love – Lust und Begierde. In den nächsten Jahren folgten Nebenrollen wie 1991 in Trabbi goes to Hollywood an der Seite von Thomas Gottschalk. Eine größere Rolle übernahm sie 1995 in Congo. Von 2002 bis 2005 wirkte sie in der Rolle der Jacqui Franco in der Fernsehserie CSI: Vegas mit. 2007 übernahm sie im Film An American Crime die Rolle der Betty Likens. Ab 2009 bis einschließlich 2015 mimte sie die Rolle der Carole Hudson-Hummel in der Fernsehserie Glee. 2012 war sie in der Kinoproduktion Marvel’s The Avengers als Shawna Lynde zu sehen. Die nächste größere Serienrolle erhielt sie 2014 in The Fosters. Zwischen 2016 und 2018 verkörperte sie die Rolle der Diane Matthews in insgesamt 20 Episoden der Fernsehserie Beyond. Seit 2018 ist sie in der Fernsehserie A Million Little Things in der Rolle der Shelly, seit 2021 in der Fernsehserie Big Sky in der Rolle der Agatha zu sehen.
Seit dem 14. Dezember 2008 ist sie mit dem Schauspieler und Synchronsprecher Stephen Root verheiratet. Die beiden spielten 2011 in der Fernsehserie Fringe – Grenzfälle des FBI und 2016 in der Fernsehserie Masters of Sex zusammen. Gemeinsam mit ihrem Mann war sie auch 2011 im Spielfilm Red State zu sehen. Genau wie ihr Mann ist sie auch als Synchronsprecherin tätig und lieh unter anderen einem Charakter im Animationsfilm Kung Fu Panda 2 ihre Stimme.

## Filmografie (Auswahl)
- 1988: Vision der Dunkelheit (Bad Dreams)
- 1988: Dangerous love – Lust und Begierde (Dangerous Love)
- 1991: Trabbi goes to Hollywood (Driving Me Crazy)
- 1991: Das andere Ich (Another You)
- 1995: Congo
- 2001: Lovely & Amazing
- 2002–2005: CSI: Vegas (Fernsehserie, 14 Episoden)
- 2007: An American Crime
- 2009–2015: Glee (Fernsehserie, 18 Episoden)
- 2011: Fringe – Grenzfälle des FBI (Fringe) (Fernsehserie, Episode 4x06)
- 2011: Five (Fernsehfilm)
- 2011: Red State
- 2012: Marvel’s The Avengers
- 2014: The Fosters (Fernsehserie, 4 Episoden)
- 2014: Grimm (Fernsehserie, Episode 4x14)
- 2015: Der ganz normale Studentenwahnsinn (Resident Advisors) (Fernsehserie, 7 Episoden)
- 2016: Masters of Sex (Fernsehserie, Episode 4x08)
- 2016–2018: Beyond (Fernsehserie, 20 Episoden)
- 2018–2023: A Million Little Things (Fernsehserie)
- 2021–2023: Big Sky (Fernsehserie)
- 2022: Bar Fight!
- 2023: Barry (Fernsehserie, Episode 4x1)
- 2024: The Pradeeps of Pittsburgh (Fernsehserie)